# قاعدة جليلة في التوسل والوسيلة
قاعدة جليلة في التوسل والوسيلة كتاب من تأليف ابن تيمية يتحدث فيه عن التوسل وأحكامه من منظور أهل السنة والجماعة.

## التوسل
هو التقرب إلى الله تعالى بطاعته وعبادته واتباع أنبيائه ورسله وبكل عمل يحبه الله ويرضاه. وهو ينقسم إلى توسل مشروع وتوسل ممنوع.

## موضوع الكتاب
لعل أحسن العبارات التي تقال في موضوع هذا الكتاب هي عبارات المؤلف نفسه ابن تيمية نفسه. قال: «فإن هذه القواعد المتعلقة بتقرير التوحيد، وحسم مادة الشرك والغلو كلما تنوع بيانها ووضحت عباراتها، فإن ذلك نور على نور.»
وقال في خاتمة هذا الكتاب: «فهذا آخر السؤال والجواب الذي أحببت إيراده هنا بألفاظه لما اشتمل عليه من المقاصد المهمة والقواعد النافعة في هذا الباب مع الاختصار، فإن التوحيد، هو سر القرآن ولب الإيمان، وتنويع العبارة بوجوه الدلالات من أهم الأمور وأنفعها للعباد في مصالح المعاش والمعاد.» وقد وضع قواعد ترمي إلى:
- أولا: تقرير التوحيد الذي أرسل الله من أجله تقريره جميع الرسل، وأنزل من أجله جميع الكتب.
- ثانيا: حسم مادة الشرك، الذي جاءت كل الرسالات لحسمه ومحوه وتطهير الأرض والقلوب والنفوس.
- ثالثا: حسم مادة الغلو في أي ناحية من نواحي الدين العقائدية والتشريعية. قال تعالى: ﴿يَا أَهْلَ الْكِتَابِ لَا تَغْلُوا فِي دِينِكُمْ وَلَا تَقُولُوا عَلَى اللَّهِ إِلَّا الْحَقَّ إِنَّمَا الْمَسِيحُ عِيسَى ابْنُ مَرْيَمَ رَسُولُ اللَّهِ وَكَلِمَتُهُ أَلْقَاهَا إِلَى مَرْيَمَ وَرُوحٌ مِنْهُ فَآمِنُوا بِاللَّهِ وَرُسُلِهِ وَلَا تَقُولُوا ثَلَاثَةٌ انْتَهُوا خَيْرًا لَكُمْ إِنَّمَا اللَّهُ إِلَهٌ وَاحِدٌ سُبْحَانَهُ أَنْ يَكُونَ لَهُ وَلَدٌ لَهُ مَا فِي السَّمَاوَاتِ وَمَا فِي الْأَرْضِ وَكَفَى بِاللَّهِ وَكِيلًا ۝١٧١﴾ [النساء:171]. وقال رسول الله صلى الله عليه وسلم: «لا تطروني كما أطرت النصارى ابن مريم إنما أنا عبد فقولوا عبد الله ورسوله.»[5]

وفي هذا الكتاب قد عالج القضايا الآتية:
1. التوسل وأنواعه وأشياء تتعلق وترتبط به.
2. الشفاعة بأنواعها وأشياء تجر إليها من لا يفهم.
3. الدعاء بأنواعه. مبينا كلامه بالأدلة الواضحة والحجج الساطعة. كما يقول ذلك محقق إحدى الطبعات.[6]

## منهج ابن تيمية في هذا الكتاب
إنه يعرض القضية من القضايا ويدرسها من كل النواحي التي تتطلبها الدراسات العلمية؛ من الناحية اللغوية والتفسيرية والحديثية والتاريخية والأصولية والفقهية، ويضرب الأمثال، ويقرب النظير من الأمور إلى نظيره بطريقة فذة تدل على غزارة علمه وقوة استحضاره وقدرته على استحضار الأمثال والأشباه من المسائل وهذا شأنه في جميع مؤلفاته.

## اسم الكتاب
جاء في مخطوطة الكتاب ضمن مجموع مصور في قسم المخطوطات والمصورات بالجامعة الإسلامية في المدينة المنورة تحت رقم (4472) في أولها اسم الكتاب «قاعدة جليلة في التوسلة والوسيلة». وممن ذكر اسم هذا الكتاب ابن القيم في رسالة «أسماء مؤلفات ابن تيمية» تحت عنوان ومما صنفه في الأصول مبتدئاً أو مجيباً لمعترض أو سائل: «كتاب في الوسيلة (مجلد)».
ولابن تيمية كتاب آخر في التوسل قال ابن القيم في نفس الكتاب تحت عنوان الفتاوى رقم 111 «قاعدة فيما يتعلق بالوسيلة بالنبي صلى الله عليه وسلم والقيام بحقوقه الواجبة على أمته». وممن ذكر هذا الكتاب ابن عبد الهادي في كتابه العقود الدرية من مناقب شيخ الإسلام ابن تيمية. حيث قال في ثنايا سرده لمؤلفات ابن تيمية: «قاعدة فيما يتعلق بالوسيلة بالنبي صلى الله عليه وسلم».

### وصف المخطوطة
تقع المخطوطة في أربع وأربعين صحيفة، بعضها يشتمل على تسعة وعشرين سطرًا وبعضها على ثمانية وعشرين سطرًا، وقد يصل بعض الصحائف إلى ثلاثين سطرا بخط نسخ ولم يذكر عليه اسم الناسخ ولا تأريخ النسخ.

## اقتباسات من الكتاب
- قال القدوري: «المسألة بخلقه لا تجوز لأنه لا حق للخلق على الخالق فلا تجوز وفاقاً.»[12]
- «وأما إذا قال السائل: بحق فلان وفلان. فأولئك إذا كان لهم عند الله حق أن لا يعذبهم وأن يكرمهم بثوابه ويرفع درجاتهم - كما وعدهم بذلك وأوجبه على نفسه - فليس في استحقاق أولئك ما استحقوه من كرامة الله ما يكون سببا لمطلوب هذا السائل، فإن ذلك استحق ما استحقه بما يسره الله له من الإيمان والطاعة. وهذا لا يستحق ما استحقه ذلك. فليس في إكرام الله لذلك سبب يقتضي إجابة هذا.»[13]
- «ولا يجوز لأحد أن يستغيث بأحد من المشايخ الغائبين ولا الميتين مثل أن يقول: يا سيدي فلانا أغثني وانصرني وادفع عني وأنا في حسبك، ونحو ذلك، بل كل هذا من الشرك الذي حرم الله ورسوله، وتحريمه مما يعلم بالاضطرار في دين الإسلام.»[14]

## كتب أخرى ألفت في التوسل
1. التوسل أنواعه وأحكامه، تأليف: ناصر الدين الألباني.
2. التوصل إلى حقيقة التوسل، تأليف: محمد نسيب الرفاعي.
3. المفهوم الصحيح للتوسل، تأليف: حماد الأنصاري.

- ومما شارك هذا الكتاب في موضوعه من مؤلفات ابن تيمية «الفرقان بين أولياء الرحمن وأولياء الشيطان»، وكتاب «العبودية»، وكتاب «الرد على البكري»، وكتاب «الرد على الأخنائي»، وكتابه الآخر في التوسل ولا يخلو كتاب من كتبه من التركيز على قضية التوحيد.[15]